# Corleone (album)
Pour les articles homonymes, voir Corleone (homonymie).
Albums de Lacrim
Né pour mourir
(2013) R.I.P.R.O. Volume I
(2015)
Singles
1. Mon glock te mettra à genoux
Sortie : 2014
2. Tout le monde veut des Lovés
Sortie : 2014
3. Corleone
Sortie : 2014
4. Pocket Coffee
Sortie : 2014
5. A.W.A
Sortie : 2014

Corleone est le premier album studio du rappeur français Lacrim. 
Il est numéro un des ventes en France la semaine du 7 septembre 2014. Lors de sa première semaine d'exploitation, l'album s'écoule à 27 500 exemplaires. Lors de sa deuxième semaine d'exploitation, l'album est certifié disque d'or avec plus de 50 000 ventes. Il est aujourd'hui certifié disque de platine avec plus de 100 000 ventes.

## Liste des titres
| 1.  | Corleone                              | Aurélien Mazin & Kore                                            | 3:06 |
| 2.  | Mon glock te mettra à genoux          | Aurélien Mazin & Kore                                            | 4:04 |
| 3.  | Oz                                    | Aurélien Mazin, Kore & Juan Carlos de Ona                        | 3:31 |
| 4.  | Tout le monde veut des Lovés          | Aurélien Mazin, Kore & Myd                                       | 3:10 |
| 5.  | Pronto                                | Aurélien Mazin, Kore & DJ Bellek                                 | 4:29 |
| 6.  | Barbade                               | Aurélien Mazin, Kore, Roland Bocquet, Boris Bergman, & DJ Bellek | 3:28 |
| 7.  | On fait pas ça (feat. Lil Durk)       | Aurélien Mazin, Kore & DJ Bellek                                 | 4:07 |
| 8.  | La Rue                                | Aurélien Mazin, Kore & DJ Bellek                                 | 3:40 |
| 9.  | Pour de vrai                          | Aurélien Mazin, Kore & DJ Bellek                                 | 3:59 |
| 10. | Bracelet                              | Aurélien Mazin, Kore & Myd                                       | 3:26 |
| 11. | Le loup d’la street (feat. Amel Bent) | Aurélien Mazin, Kore & Myd                                       | 2:54 |
| 12. | A.W.A (feat. French Montana)          | Aurélien Mazin & Kore                                            | 2:43 |
| 13. | Pocket Coffee                         | Aurélien Mazin, Kore & Dieway                                    | 3:31 |
| 14. | J’suis qu’un thug                     | Aurélien Mazin & Kore                                            | 3:16 |
| 15. | Mon frère                             | Aurélien Mazin & Kore                                            | 4:48 |

## Clips
- 16 avril 2014 : Mon Glock te mettra à genoux
- 18 juillet 2014 : Pocket Coffee
- 28 août 2014 : On fait pas ça (ft. Lil Durk)
- 29 septembre 2014 : Barbade
- 15 décembre 2014 : A.W.A. (ft. French Montana)

## Classements
| Classements (2014)           | Meilleur position |
| ---------------------------- | ----------------- |
| Belgique (Flandre Ultratop)  | 113               |
| Belgique (Wallonie Ultratop) | 6                 |
| France (SNEP)                | 1                 |
| Suisse (Schweizer Hitparade) | 37                |

## Certifications
| Région        | Certification | Ventes/Streams |
| ------------- | ------------- | -------------- |
| France (SNEP) | 2 × Platine   | 200 000        |